# 革命社会党（列宁主义）
革命社会党（列宁主义）（英語：Revolutionary Socialist Party (Leninist)，缩写为RSP(L)）是印度喀拉拉邦的一个共产主义政党。该党成立于2016年，分裂自革命社会党。该党的意识形态是共产主义、马克思列宁主义。该党的创始人是Kovoor Kunjumon。该党支持印度共产党（马克思主义）领导的喀拉拉邦地方性政党联盟左翼民主阵线。